# Sokol Bulku
Sokol Bulku (ur. 6 stycznia 1978 w Tiranie) – albański piłkarz i trener piłkarski, w latach 1997–1998 członek albańskiej reprezentacji U-21.